# 沙生黄耆
沙生黄耆（学名：Astragalus ammophilus）为豆科黄芪属的植物。分布在高加索、伊朗、阿富汗、中亚、巴基斯坦以及中国大陆的新疆等地，多生在开垦地上，目前尚未由人工引种栽培。